# Montecilfone
Montecilfone (albanès Munxhufuni) és un municipi italià, dins de la província de Campobasso. L'any 2006 tenia 1.485 habitants. És un dels municipis on viu la comunitat arbëreshë. Limita amb els municipis de Guglionesi, Montenero di Bisaccia i Palata.

## Administració
| Període | Identitat       | Partit        |
| ------- | --------------- | ------------- |
| 2006-   | Franco Pallotta | Llista cívica |